# Kang Joon-ho
Kang Joon-ho (ur. 22 czerwca 1928 w Haeju, zm. 4 stycznia 1998 w Seulu) – południowokoreański bokser. Brązowy medalista letnich igrzysk olimpijskich w Helsinkach w kategorii koguciej.
Na igrzyskach w Helsinkach przegrał w półfinale z reprezentantem Irlandii Johnem McNallym. Nie rozgrywano wtedy pojedynku o 3. miejscu, więc brąz zdobył również drugi z pokonanych półfinalistów, przedstawiciel ZSRR Giennadij Garbuzow.